# 堀江政史
堀江 政史（ほりえ まさふみ、1980年6月6日 - ）は、日本のフリーアナウンサー。

## 来歴
埼玉県出身。埼玉県立川越高等学校、中央大学総合政策学部卒業

## 担当番組
特記のないものは、タレントユニオン所属時代に同社公式サイトに掲載されたプロフィールからの参考。

### テレビ金沢
- じゃんけんぽん
- マル得配便
- ひるドキッ
- びービーみつばち
- テレビ金沢ニュースプラス1
- 日テレNEWS24 （日本テレビ）
- 午後は○○おもいッきりテレビ（日本テレビ）
- ザ・ワイド（日本テレビ）

### フリー転向後
- 朝日新聞ニュース（朝日ニュースター）
- NEWS TODAY （朝日ニュースター）
- 最新カーナビで行く〜爽快！鎌倉ドライブ（大人の趣味と生活向上◆アクトオンTV）
- デイリーニュース JCN関東 県西版（JCN関東）
- TOKYO MX NEWS （TOKYO MX）
- クリック！地方ケイバ〜地方競馬探検隊〜（地方競馬全国協会配信動画）
- ラジオ日本 土曜・日曜競馬実況中継（ラジオ日本）
- 深夜定時ニュース（ラジオ日本）
- ラジオ日本箱根駅伝中継（ラジオ日本）[1]